# Rio das Almas (vattendrag i Brasilien, Maranhão)
Rio das Almas är ett vattendrag i Brasilien.   Det ligger i delstaten Maranhão, i den nordöstra delen av landet, 1 600 km norr om huvudstaden Brasília.
I omgivningen kring Rio das Almas växer i huvudsak städsegrön lövskog. Området är mycket glesbefolkat, med 7 invånare per kvadratkilometer.